# Andries Potgieter
Andries Hendrik Potgieter (Graaff-Reinet, 19 de diciembre de 1792-Schoemansdal, 16 de diciembre de 1852) fue un líder voortrekker. Se desempeñó como el primer jefe de Estado en Potchefstroom desde 1840 hasta 1845 y también como primer jefe de Estado de Zoutpansberg entre 1845 y 1852.
Potgieter nació en el distrito Tarkastad de la Colonia del Cabo, el segundo hijo de Petronella Margaretha y Hermanus Potgieter. Él creció para ser un rico granjero de ovejas y luchó con las Cuarta y Quinta Guerras Fronterizas. Sin embargo, como muchos otros granjeros holandeses, franceses, y descendientes de alemanes conocidos como bóeres que vivían en la Colonia del Cabo, él decidió dejar la colonia en 1834. Retrasado por la Sexta Guerra Fronteriza, Potgieter y un grupo de Voortrekkers bajo su mando se marcharon en 1835. Otros emigrantes bajo el liderazgo de Johannes Hendrik Janse y Louis Trichardt Rensburg lo habían precedido. El líder espiritual de los voortrekkers, Sarel Arnoldus Cilliers, más tarde se unió al viaje de Potgieter.
Él y sus emigrantes se movieron al interior del luego Estado Libre de Orange, donde firmaron un tratado con el líder del Baralong, Moroka. El tratado estipuló que Potgieter protegería al Baralong contra los atacantes matabele a cambio de la tierra. La extensión de tierra cedida era del río Vet al río Vaal.
El líder matabele, Mzilikazi, amenazado por la incursión blanca en lo que él veía como su esfera de la influencia, condujo al ataque Matabele al laager  (círculo de carretas de bueyes) de Potgieter en octubre de 1836 en Vegkop, cerca de la ciudad actual de Heilbron. El ataque fue rechazado, pero los Matabele se marcharon con la mayor parte de los bueyes trekker, animales de tiro cruciales para sus carros. Los grupos de viajeros combinados de Piet Retief y Gerrit Maritz vinieron al rescate de Potgieter. Moroka también ayudó con bueyes. Su grupo se unió con Retief y Maritz en Thaba Nchu, donde formaron un gobierno voortrekker y decidieron moverse a Natal. Potgieter no estuvo a favor de esto y se quedó en el Estado Libre en 1838. Luego de que Piet Retief y su grupo fueran matados por Dingane y los grupos Voortrekker fueran atacados en Bloukrans y el Río de los Bosquimanos, Potgieter y otro líder, Pieter Lafras Uys, fueron para ayudarlos. Una fuerza militar fue reunida, pero para prevenir el cisma y la discordia, el nuevo líder Voortrekker en Natal, Maritz, diplomáticamente el anunció que tanto Uys como Potgieter debían mandar. Una lucha surgió entre el impetuoso Uys y Potgieter. Esta fuerza dividida fue atraída en una emboscada por los zulús en Italeni y tanto Uys como su hijo Dirkie, fueron matados. La fuerza rodeada y superada en número huyó. Potgieter fue criticado por sus acciones y la fuerza fue llamada el Comando de la Huida o "Die Vlugkommado". Él fue acusado adelante, injustamente, de causar deliberadamente la muerte de Uys por conducir la fuerza a la emboscada. Él se marchó Natal para siempre pronto después y se trasladó al Transvaal.
Posteriormente continuó para fundar Potchefstroom (llamada así por él) y se desempeñó como primer jefe de Estado de la República de Potchefstroom entre 1840 y 1845.
Potgieter más tarde también continuó fundando Ohrigstad (al principio se llamó Andries-Ohrigstad por Potgieter y George Ohrig) en 1845, como una estación de comercio. Debido a la malaria la ciudad tuvo que ser abandonada y los habitantes, incluso Potgieter, se trasladaron al área Soutpansberg, donde fundó la ciudad Soutpansbergdorp, que más tarde renombró como Schoemasdal.
Después de la anexión de Natal en 1842 por Gran Bretaña, muchos trekkers de Natal se trasladaron al Estado Libre y Transvaal. Estos recién llegados y su líder, Andries Pretorius, rechazaron aceptar la autoridad de Potgieter, y surgió una lucha por el poder. La guerra fue prevenida, y en 1848 y fue firmado el tratado de paz de Rustenburg. Potgieter murió el 16 de diciembre de 1852 en Schoemasdal.
- Wikimedia Commons alberga una categoría multimedia sobre Andries Potgieter.

- Datos: Q510522
- Multimedia: Andries Hendrik Potgieter / Q510522